# Lijst van bruggen in Amsterdam
Over onderstaande bruggen in Amsterdam is een apart artikel in Wikipedia:

## Bruggen in Stadsdeel Centrum

### Bruggen in de Oude Binnenstad
- ir. B. Bijvoetbrug (brug 229) (Zwanenburgwal)
- Kikkerbilsluis (brug 279) (Oude Schans)
- Kolksluis (brug 302) (Oudezijds Kolk)
- Majoor Bosshardtbrug (brug 211) (Oudezijds Achterburgwal)
- Nieuwe brug (brug 303) (Damrak)
- Oude Brug (brug 47) (Damrak)
- Paulusbroedersluis (brug 215) (Oudezijds Achterburgwal)
- Sint Anthoniebrug (brug 287) (Zwanenburgwal)
- Sint Jansbrug (brug 205) (Oudezijds Voorburgwal)
- Varkenssluis (brug 204) (Oudezijds Voorburgwal)
- Waalseilandbrug (brug 283) (Waalseilandsgracht)
- Bet van Beerenbrug. (Brug 210) (Oudezijds Achterburgwal)

### Bruggen over Westerdok, Open Havenfront en Oosterdok
Van west naar oost:
- Han Lammersbrug (brug 2202) (Westerdok)
- Spoorbrug Westerdokseiland (brug 19S) (Westerdok)
- Westelijke Onderdoorgang (spoorbrug) (Singel/Westertoegang)
- Westelijke Toegangsbrug (brug 13) (Open Havenfront)
- Middentoegangsbrug (Stationsbrug) (brug 306) (Open Havenfront)
- Nieuwe Nieuwe Brug (brug 326) (Open Havenfront)
- Kamperbrug (brug 285) (Open Havenfront)
- Oostelijke Onderdoorgang (spoorbrug) (Open Havenfront)
- Odebrug (Oosterdokseilandbrug) (brug 2358) (Oosterdok)
- Mr. J.J. van der Veldebrug (brug 1939) (Oosterdok)
- Oosterdoksdraaibrug (brug 2270) (Oosterdokseiland)

### Bruggen in de Grachtengordel en Jordaan
- Baanbrug (brug 107) (Lijnbaansgracht)
- Beudekerbrug (brug 122) (Leidsegracht)
- Beulingsluis (brug 27) (Beulingsloot)
- Brug 43 (Keizersgracht)
- Brug 100 (Looiersgracht)
- Brug 102 (Looiersgracht)
- Brug 117 (Lijnbaansgracht)
- Brug 118 (Lijnbaansgracht)
- Brug 119 (Bloemgracht)
- Brug 126 (Egelantiersgracht)
- Brug 127 (Egelantiersgracht)
- Brug 130 (bijgenaamd Trapjesbrug) (Lijnbaansgracht)
- Brug 142 (Lijnbaansgracht)
- Brug 198 (Lijnbaansgracht)
- Bullebaksluis (brug 160) (Bloemgracht)
- Felix Meritisbrug (brug 48) (Keizersgracht)
- Frans Hendricksz. Oetgensbrug (brug 76) (Prinsengracht, langs Amstel)
- Hilletjesbrug (brug 125) (Egelantiersgracht)
- Joes Kloppenburgbrug (brug 5) (Singel)
- Kees de jongenbrug (brug 123) (Bloemgracht)
- Koningssluis (brug 29) (Herengracht)
- Krijtbergsluis (brug 3) (Beulingsloot)
- Lekkeresluis (brug 59) (Prinsengracht)
- Lucas Jansz Sinckbrug (brug 36) (Keizersgracht, langs Amstel)
- Muntplein (brug 1) (Singel)
- Niek Engelschmanbrug (brug 106) (Keizersgracht)
- Nieuwe-Wercksbrug (brug 63) (Prinsengracht)
- Prinsensluis (brug 60) (Prinsengracht)
- Reesluis (brug 64) (Prinsengracht)
- Rosa Overbeekbrug (brug 121) (Bloemgracht)
- Torensluis (brug 9) (Singel)
- Wim Sonneveldbrug (brug 175) (Leidsegracht)

### Bruggen van de Westelijke Eilanden
- Zie artikel over Westelijke Eilanden.

### Bruggen over Brouwersgracht en Korte Prinsengracht
- Bullebak (brug 149) (Brouwersgracht)
- Haarlemmersluis (brug 14) (Brouwersgracht)
- Papiermolensluis (brug 57) (Brouwersgracht)
- Eenhoornsluis (brug 313) (Korte Prinsengracht)

### Bruggen in de Oostelijke Binnenstad
- Ezelsbrug (brug 1904) (Wittenburgervaart)
- Hortusbrug (brug 239) (Nieuwe Herengracht)
- Kippebrug (brug 270) (Kattenburgervaart)
- Mariniersbrug (brug 272) (Dijksgracht)
- Witte Katbrug (brug 1914) (Kattenburgervaart)
- Zebrabrug (brug 389) (Kattenburgervaart)
- Latjesbrug (brug 50) (Nieuwe Herengracht)
- Scharrebiersluis (brug 278) (Schippersgracht)
- M.S. Vaz Diasbrug (brug 238) (Nieuwe Herengracht)
- Kortjewantsbrug (brug 487) (Schippersgracht)
- Walter Süskindbrug (brug 237) (Nieuwe Herengracht)

## Bruggen over de Amstel
Van centrum naar zuid:
- Halvemaansbrug (brug 221)
- Blauwbrug (brug 236)
- Magere Brug (brug 242)
- Hogesluis (brug 246)
- Torontobrug (brug 350)
- Nieuwe Amstelbrug (brug 101)
- Berlagebrug (brug 423)
- Utrechtsebrug (brug 439)
- Rozenoordbrug (brug 174 P en 1638 Ringweg A10 resp. metro)

## Bruggen over de Singelgracht
Van west naar oost:
- Singelgrachtbrug (Heibrug) (brug 4 en 5) (spoorbruggen)
- Willemsbrug (Singelgracht) (brug 151)
- Rotterdammerbrug (brug 150)
- Zaagpoortbrug (brug 161)
- Raampoort (brug 165)
- Rijckerbrug (brug 167) (Rozengracht)
- Oude Kinkerbrug (brug 169) (Kinkerstraat)
- Koekjesbrug (brug 170) (Bosboom Toussaintstraat)
- Leidse(plein)brug (brug 174)
- Museumbrug (brug 82)
- Freddy Heinekenbrug (brug 84)
- Paleis voor Volksvlijtbrug (brug 248)
- Dr. Samuel de Ranitzbrug (Spinozabrug) (brug 187)
- Henriëtte Pimentelbrug (Muiderpoortbrug) (brug 265)

## Bruggen over Westerkanaal, Kattensloot, Kostverlorenvaart en Schinkel
Van noord naar zuid:
- Westerkeersluis(brug) (brug 346) (Westerkanaal)
- Singelgrachtbrug (Heibrug) (brug 4 en 5) (spoorbruggen) (Westerkanaal/Singelgracht)
- Willemsbrug (Singelgracht) (brug 151) (Singelgracht)
- Kattenslootbrug (brug 155) (Kattensloot)
- Van Hallbrug (brug 171) (Kostverlorenvaart)
- Beltbrug (brug 324) (Kostverlorenvaart)
- Wiegbrug (brug 173) (Kostverlorenvaart)
- Kinkerbrug (brug 266) (Kostverlorenvaart)
- Overtoomse Sluis (brug 199) (Kostverlorenvaart)
- Théophile de Bockbrug (brug 360) (Schinkel)
- Zeilbrug (brug 348) (Schinkel)
- Schinkelbrug (Ringweg / A10)

Deze bruggen liggen in de Staande Mastroute.

## Overige bruggen in Stadsdeel West
- Anna van Saksenbrug (brug 383) (De Rijpgracht)
- De Arendbrug (brug 1973) (Haarlemmervaart)
- Brug 108 (Da Costagracht)
- Brug 132 (Jacob Catskade)
- Brug 135 (Bilderdijkgracht)
- Brug 145 (Jacob van Lennepkanaal)
- Brug 183 (Da Costagracht)
- Buysbrug (brug 1972) (Oostelijk Marktkanaal)
- Groentepraambrug (brug 129) (Admiralengracht)
- Hennetjesbrug (brug 179) (Jacob van Lennepkanaal)
- Jan van Galenbrug (brug 382) (Westelijk Marktkanaal)
- Jean Dulieubrug (brug 140) (Jacob van Lennepkanaal)
- Katterug (brug 1935) (Hugo de Grootgracht)
- Machineslootbrug (brug 358) (Admiralengracht)
- Mirakelbrug (brug 152) (Haarlemmervaart)
- Molenslootbrug (brug 359) (Admiralengracht)
- Osdorperbrug (brug 178) (Jacob van Lennepkanaal)
- Pesthuysbrug (brug 181) (Jacob van Lennepkanaal)
- Saïdja en Adindabrug (brug 162) (Erasmusgracht)
- Staatsliedenbrug (brug 139) (Kostverlorenvaart)
- Vierwindstrekenbrug (brug 381) (Admiralengracht)
- Zoutmanbrug (brug 397) (Haarlemmervaart)

## Bruggen in of op de grens van Stadsdeel Nieuw-West
- Frieda Belinfantebrug (brug 600) (Burg. Vening Meineszlaan)
- Hannie Schaftbrug (brug 601) (Burg. de Vlugtlaan)
- Brug 603 (Burg. Eliasstraat)
- Jacoba van Tongerenbrug (brug 602) (Burg. Fockstraat)
- Brug 604 (Brug Burgemeester Cramergracht)
- Henriette Voûtebrug (brug 629) (Gerbrandypark)
- Hester van Lennepbrug (brug 628) (Gerbrandypark)
- Lijnderbrug (Ringvaart Haarlemmermeer)
- Oude Haagsebrug (Ringvaart Haarlemmermeer)
- Sloterbrug (Ringvaart Haarlemmermeer)
- Michel Foucaultbrug (brug 699) (Sloterpark-West)

## Brug over het Noordzeekanaal
- Hembrug (spoorbrug; afgebroken in 1983)

## Bruggen in Stadsdeel Noord
- Gerben Wagenaarbrug (brug 357) (Noordhollandsch Kanaal)
- Brug 491 (Meeuwenpleinbrug) (Noordhollandsch Kanaal)
- Brug 970 (Noordhollandsch Kanaal)
- Theo Fransmanbrug (brug 1788) (Zijkanaal I)
- NSM-brug (brug 356) (Klaprozenweg/Zijkanaal I)
- Kadoelenbrug (brug 1787) (Zijkanaal I)
- Bongerdbrug  (brug 1797)(Zijkanaal I)

## Bruggen in Stadsdeel Zuid

### Bruggen in het Sarphatipark
- Brug 191
- Liefdesbruggetje (brug 172)
- Lies Visserbrug (brug 185)

### Bruggen in of over het Vondelpark
- Vondelbrug (brug 200) (Vondelpark)
- Pater van Kilsdonkbrug (brug 450) (Willemsparkvijver)
- C.V. Gerritsenbrug (brug 452) (Vondelpark)
- Norbert Eliasbrug (brug 453) (Willemsparkvijver)
- Diaconessenbrug of Willemsbrug (brug 454) (Willemsparkvijver)
- Anna Paulownabrug (brug 136) (brug bij Vondelpark)

### Bruggen over de Boerenwetering
Van noord naar zuid:
- Judith Leysterbrug (nr. 176), Stadhouderskade (bij Rijksmuseum)
- Brandweerbrug (nr. 79), Honthorststraat – Eerste Jacob van Campenstraat
- Diamantbrug (nr. 137), Ruysdaelstraat – Albert Cuypstraat
- Korrelbrug (nr. 143), Balthasar Floriszstraat – Eerste Jan Steenstraat
- Ceintuurbrug (nr. 116), Roelof Hartstraat – Ceintuurbaan
- Boerenweteringbrug (nr. 406), Hobbemakade – Van Hilligaertstraat
- Kinderbrug (nr. 420), met beeldhouwwerk van Hildo Krop, Muzenplein – Churchill-laan
- Brug 422, bekend als Prinsessebrug, Diepenbrockstraat – Wielingenstraat.

### Bruggen over de Amstelkanalen
Van oost naar west:
- P.L. Kramerbrug (brug 400) (Amstelkanaal)
- Barbiersbrug (brug 404) (Amstelkanaal)
- Brug 405 (voorheen Mozartbrug) (Noorder Amstelkanaal)
- Timo Smeehuijzenbrug (brug 407) (Noorder Amstelkanaal)
- Brug 417 (Joep Langebrug) (Zuider Amstelkanaal)[1]
- Brug 415 (voorheen Parnassusbrug) (Zuider Amstelkanaal)
- Brug 413 (voorheen Stadionbrug) (Stadiongracht/Zuider Amstelkanaal)

### Bruggen over de Westlandgracht
- Fiep Westendorpbrug (brug 385)

## Bruggen in Stadsdeel Oost
- Brug 115 (Ringvaart Watergraafsmeer)
- Brug 159 (siervijver Oosterpark)
- Omvalbrug (brug 429) (Weespertrekvaart)
- Duivendrechtsebrug (brug 1267) (Weespertrekvaart)
- Hartmanbrug (brug 190) (Ringvaart Watergraafsmeer)
- Henrietta Leavittbrug (brug 195) (Ringvaart Watergraafsmeer)
- Oetewalerbrug (brug 189) (Ringvaart Watergraafsmeer)
- Omvalbrug (brug 429) (Weespertrekvaart)
- Schollenbrug (brug 340) (Ringvaart Watergraafsmeer)
- Titaantjesbrug (brug 196) (randwater Flevopark)

### Bruggen over het Buiten IJ, Amsterdam-Rijnkanaal etc.
Van centrum naar oost naar zuid:
- Jan Schaeferbrug (brug 2000) (IJhaven)
- Blauwehoofdbrug (brug 163) (IJhaven)
- Pythonbrug (Hoge Brug) (brug 1998) (Spoorwegbassin)
- Amsterdamsebrug (brug 54P) (ARk)
- Schellingwouderbrug (brug 55P) (Buiten-IJ)
- Zeeburgerbrug (Ringweg A10) (ARk, Buiten-IJ)
- Enneüs Heermabrug (brug 2001) (IJmeer)
- Nesciobrug (brug 2013) (ARk)
- Benno Premselabrug (brug 2005) (IJmeer)
- Uyllanderbrug (brug 2007) (ARk)

## Bruggen in Stadsdeel Zuidoost
- Van der Sande Lacostebrug (brug 2180) (Weespertrekvaart)
- Veeneikbrug (Gaasp/Weespertrekvaart)